# Laurence Vanin
 (août 2015).
Si vous disposez d'ouvrages ou d'articles de référence ou si vous connaissez des sites web de qualité traitant du thème abordé ici, merci de compléter l'article en donnant les références utiles à sa vérifiabilité et en les liant à la section « Notes et références ».
 (août 2015).
Laurence Vanin (née en 1966 à Bondy[réf. souhaitée]) est une philosophe française, directrice de la chaire « Smart City : philosophie & éthique » de l'« Institut méditerranéen du risque, de l'environnement et du développement durable » (IMREDD) d'Université Côte d'Azur depuis le 23 février 2018.
Elle est titulaire d'un doctorat en philosophie obtenu à la faculté des lettres de Nice. Elle est membre du groupe supérieur de recherches en droit européens dirigé par Térésa Freixes à l'université autonome de Barcelone.

## Biographie
Laurence Vanin a obtenu un baccalauréat littéraire et musical au lycée Dumont-d'Urville de Toulon. Elle a suivi une formation musicale au conservatoire de la même ville durant 10 ans. Puis elle a reçu un enseignement philosophique à la faculté des lettres de Nice pendant qu’elle exerçait la profession de sapeur-pompier professionnel. Elle s’orientait alors vers les questions de la sécurité publique et vers la compréhension des motivations des incendiaires et la criminologie. Mais un colonel qui refusait la féminisation mis fin précocement à sa carrière alors qu’elle s’apprêtait à être nommée capitaine.
Dans l'intervalle, elle a suivi les enseignements de Jean-François Mattei, Clément Rosset, Dominique Janicaud, et a soutenu une thèse intitulée : Leibniz et Hobbes : justice et souveraineté sous la direction de Jean-Paul Larthomas à la faculté des lettres de Nice. Elle a également réalisé une partie de ses études à la faculté des lettres François-Rabelais à Tours et notamment suivi les enseignements de Patrick Wotling, le plus grand spécialiste français de Nietzsche. Patrick Wotling a initié Laurence Vanin à la pensée leibnizienne. Après l’obtention de son doctorat elle a assuré la direction pédagogique de l’université du Temps libre de l'université de Toulon de 1996 à 2017.
Elle a animé en 1998-1999 un atelier de philosophie auprès d’enfants intellectuellement précoces au collège Django-Reinhardt de Toulon et dispensé des cours en école d’ingénieurs à l'ISEN de Toulon.[réf. nécessaire]
Laurence Vanin a écrit de nombreux ouvrages et signe des livres co-écrits avec Henri Joyeux, ou encore avec Robert Redeker.
Elle a été dénommée « philosophe de la résilience » par Boris Cyrulnik.
Elle a participé à de nombreuses tables rondes avec Patrick Poivre d'Arvor, Luc Ferry, André Comte-Sponville, Boris Cyrulnik, etc.
Elle a participé aux Rencontres de Cannes, puis au Printemps de Cannes et intervient régulièrement au CUM[Quoi ?] de Nice dans le cadre des conférences de l'UNIA[Quoi ?].
Elle est également intervenue sur des questions politiques, sécuritaires ou de mise en place de cellule de crise.
Actuellement, Laurence Vanin enseigne à la faculté de lettres à Toulon et dirige la chaire « Smart-City : philosophie et éthique » dans laquelle elle porte une réflexion philosophique appliquée aux technosciences,,.
Elle dispense des conférences « grand public » dans les universités du Temps libre en France ou à l'étranger, notamment en Belgique (Charleroi, La Louvière, etc.)[réf. nécessaire]. Elle a également publié de nombreux articles scientifiques et elle est l'auteure de nombreuses contributions[Où ?].
Chaque semaine elle intervient sur les ondes de RCF Méditerranée dans l'émission Rue des Sages, au côté de la journaliste Brigitte Lascombe. Elle participe aussi à de nombreux salons littéraires.
Elle a été éditée en publications audio chez Frémeaux & Associés et chez Voolume Éditions. 

## Pensée
(mars 2023).
- Si vous ne connaissez pas le sujet, laissez ce bandeau (vous pouvez alors contacter les auteurs).
- Si vous supprimez le contenu mis en cause (vous pouvez préalablement contacter les auteurs),

argumentez précisément cette suppression dans la page de discussion
(un manque de référence n'est pas un argument ; une recherche réelle de référence doit avoir été effectuée, être formellement documentée).
Sa philosophie, imprégnée de la pensée leibnizienne, préconise un dynamisme sans cesse renouvelé à partir de l’homme opérant[source insuffisante]. Cette dynamique nécessite également, selon elle, d’être reconsidérée en fonction de l’époque et du lieu à partir duquel l’individu produit ses actes. C’est pourquoi Laurence Vanin-Verna évoque les concepts de topologos et de tempuslogos à envisager dans le long sillage d’une filiation historique mais aussi à partir d’une localisation singulière et individuelle. Cela signifie que l’individu pense à partir d’un temps donné. Celui de la contemporanéité de son existence avec le moment c’est-à-dire la période à partir de laquelle il raisonne ou se réfléchit. L’être subit donc l’influence du lieu et du milieu à partir desquels il pense. Soit en fonction de sa localisation dans l’univers (un espace-temps) une époque, soit du fait de sa situation géographique à partir de laquelle (Paris, Athènes, New York, etc.) il agit et réfléchit. Même s’il se déplace, voyage, ce lieu conserve une influence sur lui, il constitue sa culture et contribue à son identité. Les circonstances vont donc déterminer le décor sur le fond duquel l’homme va devoir se réaliser et se manifester par des actes. Cette manifestation consiste, selon elle, en une phénoménologie qui témoigne également de ce qu’il est. Influencée par Marc-Aurèle, Hegel et Sartre, Laurence Vanin-Verna précise que les intentions tendent à définir l’homme dans sa singularité et à l’œuvre dans l’histoire sur un plan général, mais elles le révèlent aussi comme être à l’œuvre dans sa propre histoire, dans son ontologie. L’essence de l’être ne peut se définir qu’à partir d’une réalité existentielle Selon elle, l’essence est substantielle et par conséquent, dans son effectivité c’est-à-dire dans la réalité concrète, l’essence dit l’existence et l’existence exprime l’essence. Elle n’affirme donc pas la primauté de l’une sur l’autre mais la coexistence des deux. Elles se déterminent mutuellement dans la pensée (délibération, décision, choix) avant de se révéler dans les agissements soutenus par la volonté. En bref, les actions disent et révèlent qui est leur auteur, elles le définissent et attestent de l’authenticité qui le caractérise : bon, faible, courageux, affable, cruel, etc. C’est dire la responsabilité de l’être, manifesté dans son acte.
Elle a publié en juin 2015 Leibniz et Hobbes : Réflexions sur la justice et la Souveraineté avec un propos introductif d'Alexis Philonenko et d'une adresse d'Edgar Morin.

## Publications

### Collection Chemins de pensée
- L'Europe : l'ère du vide. Co-écrit avec Robert Redeker, Jurgen Wertheimer, Laurence Vanin. Éditions Ovadia [8]
- Leibniz et Hobbes : réflexions sur la justice et la souveraineté. Laurence Vanin Éditions Ovadia.
- Collection "Label-Idées" aux Éditions Ovadia
- Tintin et Hergé : une aventure de la pensée. Suivi de Où sont les femmes. Laurence Vanin
- Les aventures du moi ou les voix philosophique de Winnie the Pooh. Laurence Vanin
- L’Énigme de la rose les richesses philosophiques du petit prince. Laurence Vanin

### Collection «La philo ouverte à tous» aux Éditions Ellipses
- Pourquoi philosopher ? Les chemins de la pensée no 1 Laurence Vanin   (ISBN 978-2-7298-4134-8)
- Voir et penser : De l’œil à l’esprit no 2 Laurence Vanin  (ISBN 978-2-7298-4135-5)
- Le Dieu des philosophes : Entre foi et raison no 3 Laurence Vanin  (ISBN 978-2-7298-4136-2)
- L’Homme bouleversé : les remèdes philosophiques no 4 Laurence Vanin  (ISBN 978-2-7298-5049-4)
- Pourquoi le politique ? L’avenir de la citoyenneté no 5 Laurence Vanin  (ISBN 978-2-7298-5275-7)
- Cas de conscience : Le monde, Autrui ou moi no 6 Laurence Vanin  (ISBN 978-2-7298-5482-9)

### Hors collection
- La Vie au bout des doigts. Co-écrit avec Henri Joyeux, Jacques Di-COstanzo, Laurence Vanin. Editions DDB/Le Rocher.
- Le Citoyen, son événement et l'histoire : Le champ des possibles, Laurence Vanin, Éditions E.M.E Intercommunications. 2013. (ISBN 9782806608604)
- Tintin et Hergé : une aventure de la pensée, Laurence Vanin, Éditions de La Hutte. 2013. (ISBN 978-2363921222)
- Fracas : La pensée en éclats, Laurence Vanin, Éditions de La Hutte. 2011. (ISBN 978-2-916123-55-4)
- Les Philosophes vus autrement : anecdotes des grands penseurs, Laurence Vanin, Éditions Ellipses.  (ISBN 978-2-7298-4360-1)
- Collection « Les Carnets de l’Olympe », Laurence Vanin, Éditions Mémogrames - Ed. de la mémoire, Bruxelles.
- La sagesse de vivre : les philosophes et la mort, Laurence Vanin, Éditions Mémogrames - Ed. de la mémoire, Bruxelles.  (ISBN 978-2930418513)

### Direction de collection
Après la disparition de son professeur et ami Jean-François Mattéi, Laurence Vanin a pris à sa suite la direction de la collection « Chemins de pensée » aux Éditions Ovadia et créé la collection Chemins de pensée juridique.
[Quand ?] Elle codirige, avec David Rémy, la collection De Lege Feranda qu'elle a fondée aux Éditions E.M.E (Belgique), participe à différents colloques et anime des Pauses philo en librairie. Elle dirige également la collection Label-Idées aux Éditions Ovadia et préside l'association culturelle Label-Idées qui prône la culture philosophique. Elle organise des dîners philo, des Ciné/Philo et des Philo/Art.[réf. nécessaire] Elle a publié un ouvrage intitulé Le Secret du petit prince : vers une philosophie du mouton où elle propose une analyse pertinente du Petit prince et lève l'énigme du mouton.
Ils ont publié sous la direction de Laurence Vanin.

#### «Chemins de pensée»
Laurence Vanin assure la direction de la collection Chemins de pensée depuis 2015
- COSSON Franck, Animalité & Humanité : la frontière croisée, Coll. Chemins de pensée, Editions Ovadia. 2017.
- GRASSET Bernard, Pascal et Rouault, Coll. Chemins de pensée, Editions Ovadia. 2017.
- GUICHARD Anne Laure, Poétique de la raison biblique : en Genèse et Exode, Coll. Chemins de pensée, Editions Ovadia. 2017.
- MAS Jean, Cabrioles esthético-philosophiques, Coll. Chemins de pensée, Editions Ovadia. 2016.
- PHILONENKO Alexis, Chestov et la question existentielle, Coll. Chemins de pensée, Editions Ovadia. 2016.
- PRUNIER Eric, Exister dans la nuit : Philosophie & Précarité, Coll. Chemins de pensée, Editions Ovadia. 2016.
- RAPPIN Baptiste, Heidegger & La question du Management, Coll. Chemins de pensée, Editions Ovadia. 2015.
- SÉMÉRIA Yves, Platon : Grands Mythes & Petites Histoires, Coll. Chemins de pensée, Editions Ovadia. 2015.
- SÉMÉRIA Yves, Leibniz, Lignes de crêtes de la philosophie substantielle, Coll. Chemins de pensée, Editions Ovadia. 2017.
- TÉLLEZ Luis Freddy, Philosophie vagabonde, Coll. Chemins de pensée, Editions Ovadia. 2016.
- REDEKER Robert, VANIN Laurence et WERTHEIMER Jürgen, L'Europe : l'ère du vide, Coll. Chemins de pensée, Editions Ovadia. 2015.

#### Collection  «Chemins de pensée juridique»
- LATINA Mathias, OUDOT Pascal, L'Égalité en Droit des obligations (ouvrage collectif), Coll. Chemins de pensée Juridique, Editions Ovadia. 2015.
- PEREZ Sophie et RICHARD Pascal, Vérités du Politique : Les nouveaux enjeux de la Gouvernance (ouvrage collectif), Coll. Chemins de pensée Juridique, Editions Ovadia. 2017.

### Contributions et articles scientifiques
- « Les relations humaines ? Guerre et paix » in La Guerre. Fiches et Méthodes. Prépas scientifiques. Coord. S. Rochefort-Guillouet, éditions Ellipses  (ISBN 978-2-7298-4340-3)
- « Libéralisme, liberté et politique chez Montesquieu » in Le Libéralisme. Fiches et Méthodes. Prépas commerciales., coord. S. Rochefort-Guillouet, 2009-2011, éditions Ellipses  (ISBN 978-2-7298-4343-4)
- « L’argent : mythes et réalités » in L'Argent. Fiches et Méthodes. Prépas lettres., coord. S. Rochefort-Guillouet, 2009-2011, éditions Ellipses  (ISBN 978-2-7298-6356-2)
- « Qui suis-je ? » in Les Énigmes du moi. Fiches et Méthodes. Prépas scientifiques., coord. S. Rochefort-Guillouet, 2009-2011, éditions Ellipses  (ISBN 978-2-7298-3910-9)
- « L’esthétisme reconsidéré : une brève histoire philosophique du concept de Beauté » in La Beauté. Fiches et Méthodes. Prépas commerciales., coord. S. Rochefort-Guillouet, 2008-2009, éditions Ellipses.
- « Peut-on penser que l’histoire a un sens ? » in Dissertation sur Penser l’histoire, sous la direction de S. Rochefort-Guillouet, éditions Ellipses, 2007.
- « Qu’est-ce qui est à l’origine d’une dynamique de l’agir chez l’homme ? » in Dissertation sur l’action, sous la direction d'Hervé Guineret, éditions Ellipses, 2007.
- « Imagination et illusion » in Dissertation sur Puissance de l’imagination, sous la direction de S. Rochefort-Guillouet, éditions Ellipses, 2006.